# Lypha truncata
Lypha truncata là một loài ruồi trong họ Tachinidae.